# Одзаки, Ёсими
Ёсими Одзаки — японская легкоатлетка, которая специализируется в марафоне. Серебряная призёрка чемпионата мира 2009 года с результатом 2:25.25. На Олимпиаде 2012 года заняла 19-е место, показав время 2:27.43.
Заняла 19-е место на чемпионате мира по кроссу 2006 года.

## Достижения
- 2008:  Нагойский марафон - 2:26.19
- 2008:  Токийский марафон - 2:23.30
- 2008:  Полумарафон Маругаме — 1:09.30
- 2010: 13-e место Лондонский марафон - 2:32.26
- 2011:  Иокогамский марафон - 2:23.56
- 2012:  Нагойский марафон - 2:24.14
- 2013: 5-e место Токийский марафон - 2:28.30